# Angraecum dendrobiopsis
Angraecum dendrobiopsis är en orkidéart som beskrevs av Rudolf Schlechter. Angraecum dendrobiopsis ingår i släktet Angraecum och familjen orkidéer. Inga underarter finns listade i Catalogue of Life.